# Arctic Race de Noruega
La Arctic Race de Noruega es una carrera ciclista que se desarrolla en Noruega dentro del Círculo polar ártico.
Creada en 2013 la primera edición de la prueba tuvo lugar del 7 al 13 de agosto formando parte del UCI Europe Tour, dentro de la categoría 2.1. En 2015 subió a la categoría 2.HC (máxima categoría de estos circuitos). Es la segunda prueba por etapas del calendario profesional organizada en Noruega, después del Tour de Noruega, que tiene lugar en el mes de junio.
Está organizada por Amaury Sport Organisation (ASO).

## Palmarés
| Año                    | Ganador            | Segundo              | Tercero              |
| ---------------------- | ------------------ | -------------------- | -------------------- |
| 2013                   | Thor Hushovd       | Kenny van Hummel     | Nikias Arndt         |
| 2014                   | Steven Kruijswijk  | Alexander Kristoff   | Lars Petter Nordhaug |
| 2015                   | Rein Taaramäe      | Silvan Dillier       | Ilnur Zakarin        |
| 2016                   | Gianni Moscon      | Stef Clement         | Oscar Gatto          |
| 2017                   | Dylan Teuns        | August Jensen        | Michel Kreder        |
| 2018                   | Serguéi Chernetski | Markus Hoelgaard     | Colin Joyce          |
| 2019                   | Alexéi Lutsenko    | Warren Barguil       | Krists Neilands      |
| 2020 edición cancelada |                    |                      |                      |
| 2021                   | Ben Hermans        | Odd Christian Eiking | Victor Lafay         |
| 2022                   | Andreas Leknessund | Hugo Houle           | Nicola Conci         |
| 2023                   | Stephen Williams   | Christian Scaroni    | Kevin Vermaerke      |
| 2024                   | Magnus Cort        | Clément Champoussin  | Kevin Vermaerke      |
| 2025                   | Corbin Strong      | Thomas Pidcock       | Christian Scaroni    |

## Palmarés por países
| País          | Victorias | Último vencedor            |
| ------------- | --------- | -------------------------- |
| Bélgica       | 2         | Ben Hermans en 2021        |
| Noruega       | 2         | Andreas Leknessund en 2022 |
| Países Bajos  | 1         | Steven Kruijswijk en 2014  |
| Estonia       | 1         | Rein Taaramäe en 2015      |
| Italia        | 1         | Gianni Moscon en 2016      |
| Rusia         | 1         | Serguéi Chernetski en 2018 |
| Kazajistán    | 1         | Alexéi Lutsenko en 2019    |
| Reino Unido   | 1         | Stephen Williams en 2023   |
| Dinamarca     | 1         | Magnus Cort en 2024        |
| Nueva Zelanda | 1         | Corbin Strong en 2025      |